# Risto Ryti
Risto Heikki Ryti (Huittinen, 1889. február 3. – Helsinki, 1956. október 25.) Finnország 5. elnöke, kétszer kormányt is alakított, és pénzügyminiszter is volt.

## Élete
Módos parasztgazda gyermekeként látta meg a napvilágot, de nem igazán vette ki a részét a földművelésből, mert már gyerekkorában a könyveket bújta. A családja úgy döntött, hogy ha Risto már nem segít a gazdálkodásban, legalább tanuljon, így Poriba íratták gimnáziumba. Az ötlet helyesnek bizonyult, mert az igyekvő fiú végül Helsinkiben, az egyetem jogi karán szerzett diplomát.
Az I. világháború kitörése előtt Oxfordba utazott, hogy a tengeri jogot tanulmányozza, de a harcok kitörésével haza kellett térnie. Otthon, 1916-ban megnősült, s az évek során három gyermeke született.

## Politikája
Ryti 1919-ben belépett a Nemzeti Haladáspártba, melynek tagjaként kétszer választották meg parlamenti képviselővé, s 1921-22-ben, valamint 1922-24-ben a pénzügyminiszteri tisztséget is betöltötte. A finn pénzügypolitikára 1923-29 és 1944-45 között, mint a Finn Nemzeti Bank vezetője is hatással volt.
1939-40-ben a téli háború idején két egységkormány miniszterelnöke volt. 1940 decemberében választották köztársasági elnökké. 1944 júniusában kötött megállapodást a németekkel, hogy a tőlük kapott hadfelszerelésért cserében a finnek addig nem lépnek ki a háborúból, amíg a Harmadik Birodalomnak szüksége van rájuk. A helyzet változásával Ryti maga mondott le a posztjáról, hogy elősegítse a Szovjetunióval való tárgyalásokat és a németekkel kötött megállapodás felmondását. Ezzel a tettével elősegítette, hogy habár Finnország sokáig a vesztesek oldalán harcolt, Helsinkit mégsem szállták meg soha az ellenséges csapatok. Így maradt esélye az országnak egy minimális függetlenségre.
1946-ban Rytit a Szovjetunió elleni harcban játszott szerepéért háborús bűnösnek kiáltották ki és tízéves börtönbüntetésre ítélték. 1949-ben elnöki kegyelemmel szabadult. Az életéből hátralévő években már nem politizált, jórészt a visszaemlékezéseit írta. Temetésén hatalmas tömeg kísérte utolsó útjára.
Időnként fellángol a vita Finnországban, hogy a Ryti nevén esett csorbát hivatalosan kellene kiköszörülni, vagyis rehabilitálni az ellene felhozott vádak alól. Az állami vezetés eddig mindig visszautasította a kérést, ugyanis állítják, a finn nép soha nem tartotta bűnösnek Rytit, így nincs is mit cáfolni. Így sikerül rendre elsimítani az esetleges diplomáciai konfliktust Oroszországgal.

## Fordítás
- Ez a szócikk részben vagy egészben  a   Risto Ryti című angol Wikipédia-szócikk fordításán alapul.  Az eredeti cikk szerkesztőit annak laptörténete sorolja fel. Ez a jelzés csupán a megfogalmazás eredetét és a szerzői jogokat jelzi, nem szolgál a cikkben szereplő információk forrásmegjelöléseként.
- Ez a szócikk részben vagy egészben  a   Risto Ryti című finn Wikipédia-szócikk fordításán alapul.  Az eredeti cikk szerkesztőit annak laptörténete sorolja fel. Ez a jelzés csupán a megfogalmazás eredetét és a szerzői jogokat jelzi, nem szolgál a cikkben szereplő információk forrásmegjelöléseként.